# Terdonk (Zonhoven)
Terdonk is een plaats in het zuidwesten van de Belgische gemeente Zonhoven. Eind 2013 telde Terdonk 2645 inwoners.

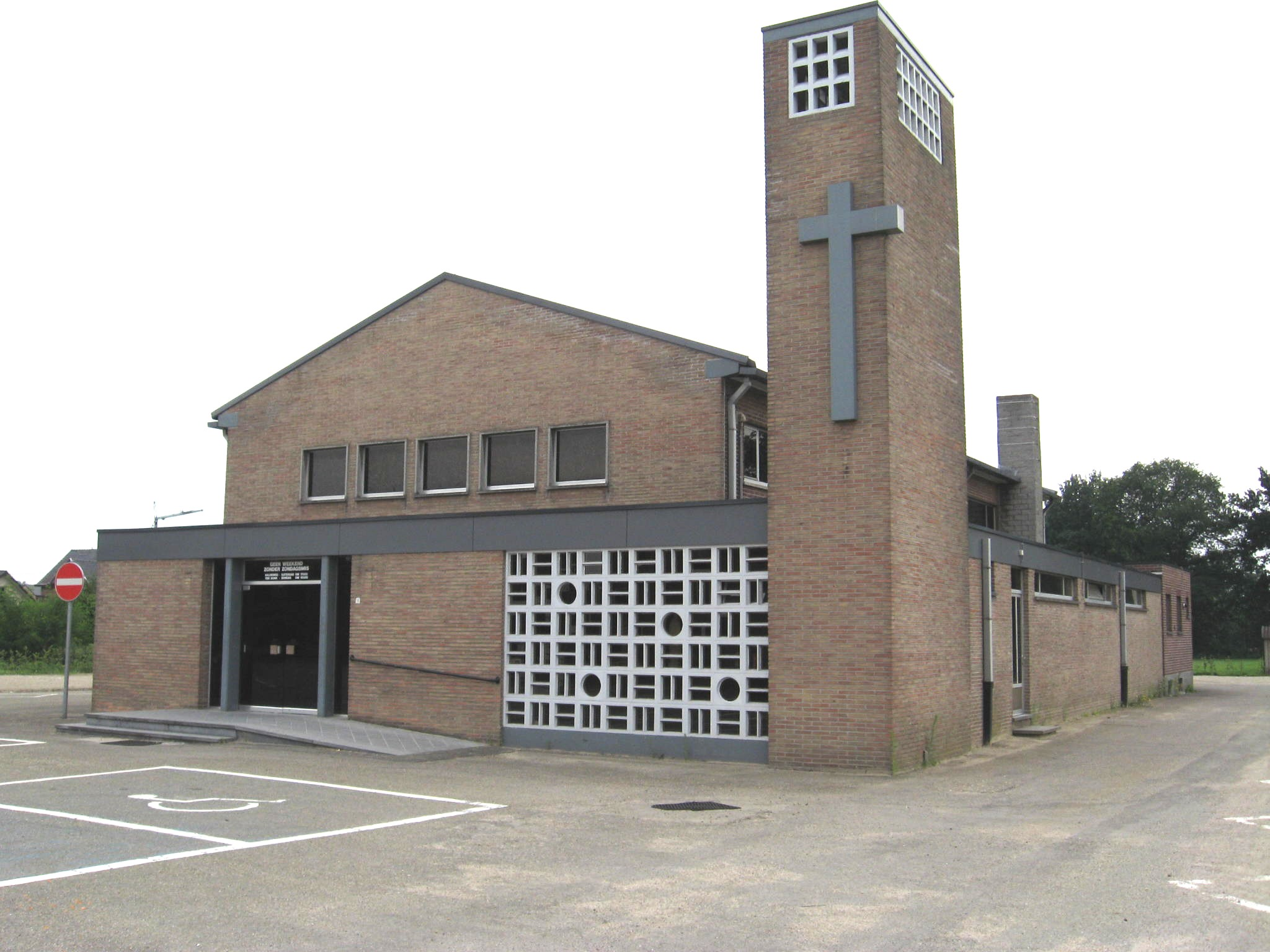
Sint-Eligiuskerk

De modernistische Sint-Eligiuskerk was tot de opheffing van de parochie Terdonk in 2021 de parochiekerk van Terdonk.
Gehuchten: Halveweg · Terdonk · Termolen

Belgische gemeenten · Arrondissement Hasselt · Limburg · Vlaanderen